# Nguyễn Trọng Vĩnh
Nguyễn Trọng Vĩnh (1916 – 26 tháng 12 năm 2019) là Thiếu tướng Quân đội nhân dân Việt Nam và là Đại sứ Việt Nam tại Trung Quốc từ năm 1974 đến 1987.

## Tiểu sử
Ông sinh năm 1916 trong một gia đình bần cố nông ở Vĩnh Lộc – Thanh Hóa. Mồ côi mẹ từ năm 1 tuổi, khi lên 9 tuổi ông được bán cho một gia đình ở Hà Nội với giá 6 đồng bạc để làm con nuôi, nhưng bị đối xử như với người ở, và không được đi học, sau 5 năm mới được chuộc về nhà..
Ông gia nhập Đảng Cộng sản Việt Nam từ năm 1937, và từng kinh qua những chức vụ sau:
- 1945: Chủ tịch Ủy ban Cách mạng huyện Đông Anh tỉnh Phúc Yên [2].
- 1948: Ủy viên chính trị Liên Khu 1 gồm các tỉnh: Cao Bằng, Bắc Kạn, Lạng Sơn, Thái Nguyên, Bắc Ninh, Bắc Giang, Phúc Yên, Quảng Yên và Hải Ninh
- 1950: Cục trưởng Cục Tổ chức Tổng cục Chính trị Quân đội nhân dân Việt Nam
- 1958: Chính ủy Quân khu 4 [3]
- 1959: Được thăng quân hàm Thiếu tướng Quân đội nhân dân Việt Nam [4]
- 1960–1976: Ủy viên Dự khuyết Ban Chấp hành Trung ương Đảng Cộng sản Việt Nam khoá III
- 1961: Phó Trưởng ban Tổ chức Trung ương [5]
- 1961–1964: Bí thư Tỉnh ủy Thanh Hóa.[6]
- 1964–1974: Hoạt động tại Lào, trưởng đoàn cố vấn chính phủ.[1][7]
- 1974–1987: Đại sứ đặc mệnh toàn quyền Việt Nam tại Trung Quốc.[6].
- 1974: Kiêm giữ chức Đại sứ Việt Nam tại Cộng hòa Hồi giáo Pakixtan [8]

Năm 1987 ông kết thúc 4 nhiệm kỳ đại sứ và về nước.
Năm 1990 sau khi nghỉ hưu ông tham gia công tác tại Hội Cựu Chiến binh Việt Nam vừa thành lập, ông là Ủy viên Ban chấp hành lâm thời, Phó Chủ tịch Hội (1990–1997).
Ông được trao tặng Huân chương Hồ Chí Minh.

## Vai trò góp ý
Khi về hưu, mặc dù đã cao tuổi, nhưng ông vẫn tham gia đóng góp ý kiến trong những vấn đề xã hội và chính trị của đất nước, các vấn đề đối nội và đối ngoại, như là lên tiếng phản đối kế hoạch bành trướng và lấn áp của Trung Quốc tại biển Đông,, chống sự lũng đoạn của Bắc Kinh vào hậu trường chính trị Việt Nam, kiến nghị bảo vệ và phát triển đất nước , về đấu tranh chống tham nhũng tại Việt Nam, về Dự án khai thác bô xít ở Tây Nguyên, về vụ cho doanh nghiệp nước ngoài thuê mướn rừng đầu nguồn cực Bắc, về vụ cưỡng chế đất tại Văn Giang, Hưng Yên , góp ý thành lập Ban giám sát Đảng Cộng sản Việt Nam, độc lập với Ủy ban Kiểm tra Trung ương hiện trực thuộc Ban Chấp hành Trung ương Đảng Cộng sản Việt Nam, tuy nhiên đề nghị này của ông không được tiếp thu.

## Quan điểm
Theo BBC Việt Ngữ, ông cùng với 60 Đảng viên như cựu Thứ trưởng Chu Hảo, các nhà nghiên cứu kinh tế Lê Đăng Doanh và Phạm Chi Lan, Nguyễn Trọng Vĩnh đã ký một lá thư ngỏ lên Ban Chấp hành Trung ương đề ngày 28/7/2014, nhận định Đảng Cộng sản Việt Nam đã "dẫn dắt dân tộc đi theo đường lối sai lầm về xây dựng chủ nghĩa xã hội theo mô hình xô–viết, được coi là dựa trên chủ nghĩa Mác–Lênin". Họ yêu cầu Đảng Cộng sản Việt Nam thay đổi Cương lĩnh và "từ bỏ đường lối sai lầm về xây dựng chủ nghĩa xã hội, chuyển hẳn sang đường lối dân tộc và dân chủ, trọng tâm là chuyển đổi thể chế chính trị từ toàn trị sang dân chủ một cách kiên quyết nhưng ôn hòa".
Cũng theo BBC Việt Ngữ, ngày 9.12.2015 ông cùng với 126 người khác, trong đó có các nhân vật như nhà nghiên cứu Nguyễn Đình Đầu, GS Hoàng Tụy, TS Nguyễn Quang A, GS Nguyễn Huệ Chi, GS Nguyễn Đình Cống, TS Lê Đăng Doanh, GS Chu Hảo, GS Nguyễn Đăng Hưng, GS Tương Lai, Huỳnh Tấn Mẫm, Hồ Ngọc Nhuận, GS Trần Văn Thọ, Nguyễn Trung, Phạm Xuân Yêm... đã gửi một bức thư ngỏ đến Bộ Chính trị, Ban Chấp hành Trung ương khóa XI, các đại biểu dự Đại hội lần thứ XII và toàn thể đảng viên Đảng Cộng sản Việt Nam. Bức thư đề nghị "đổi tên đảng (không gọi là Đảng Cộng sản); đổi tên nước (không gọi là Cộng hòa xã hội chủ nghĩa); trả lại tự do cho những người khác chính kiến đang bị giam giữ; chấm dứt sự trấn áp và ngăn chặn nhân dân thực hiện quyền tự do dân chủ theo Hiến pháp" đồng thời nêu ý kiến "Thực tiễn của nước ta cũng như trải nghiệm của nhiều nước trên thế giới đã cho thấy rõ sai lầm và thất bại của đường lối xây dựng chủ nghĩa xã hội theo chủ nghĩa Mác – Lênin".

## Gia đình
Năm 1946, ông thành hôn với bà Lê Thị Ban, từng là bí thư Thành Ủy Đảng Cộng sản Việt Nam tại Hải Phòng và có 3 gái, 1 trai.

## Qua đời
Ông qua đời vào sáng 26 tháng 12 năm 2019 tại Hà Nội.